# Dunnet
Dunnet — текстовый квест, написанный Роном Шнеллом (Ron Schnell) в 1983 году. Игра получила популярность благодаря тому, что была включена в текстовый редактор GNU/Emacs. Название dunnet создано из двух слов: dungeon — подземелье и Arpanet. Первоначально игра была написана на Maclisp для DECSYSTEM-20, позже была переписана на Emacs Lisp. 

## Системные требования
В Dunnet можно играть на любой операционной системе, которая позволяет установить Emacs. Это может быть практически любой UNIX, например, GNU/Linux или Mac OS X.

## Запуск игры
Для запуска наберите в терминале
emacs -batch -l dunnet
или же в Emacs
M-x dunnet

## Сюжет игры
В самом начале игра не сильно отличается от других текстовых квестов. Вы находитесь на дороге и можете перемещаться по ней, подбирая лежащие на земле предметы. На развилке можно выбрать путь в одну или другую сторону.
В процессе игры происходит погружение вглубь системы UNIX, где необходимо использовать команды bourne shell, можно перемещаться с помощью ftp и rlogin. В процессе игры можно получить справку, введя команду help. С помощью команды i можно увидеть список имеющихся предметов.
Игру можно закончить множеством способов.